# Olivierpaal

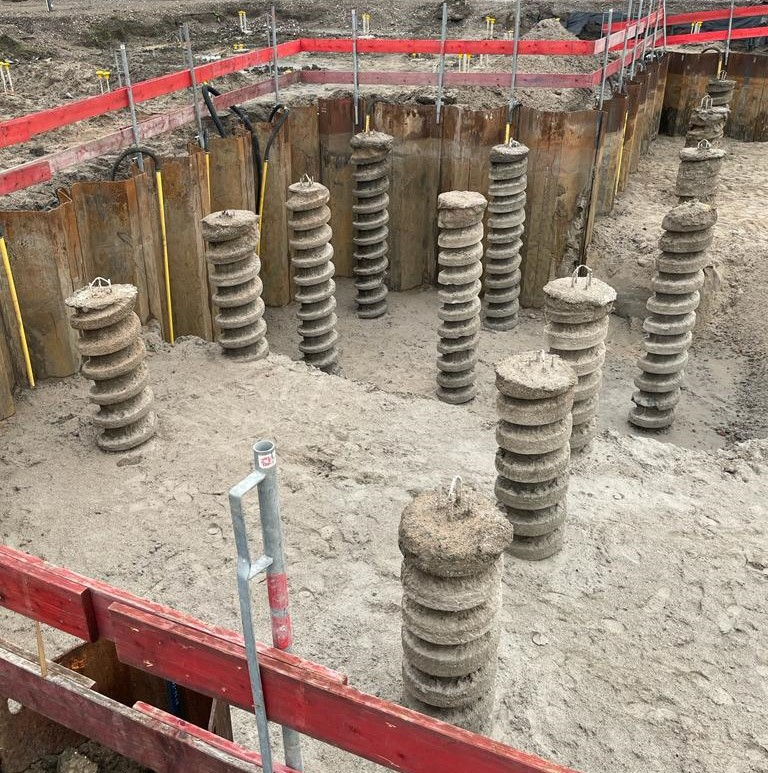
Na verharding ontgraven olivierpalen

 Een olivierpaal is een grondverdringende, in de grond gevormde boorpaal van gewapend beton. Deze funderingspaal wordt gekenmerkt door een schroefvormige schacht met karakteristieke constructieve eigenschappen.  
Olivierpaal is een merknaam van Verhoef funderingstechnieken gevestigd in het Utrechtse Meerkerk.                   

## Kenmerken
Zoals de meeste boorpalen heeft de Olivierpaal de volgende kenmerken:
- Trillingvrij en geluidsarm en daardoor uitermate geschikt in de bebouwde omgeving;
- In tegenstelling tot paalsystemen met een prefab element is aanpassing van de paallengte en diameter in het werk mogelijk. Een en ander op basis van het registratie van het boormoment;
- Bij het aanbrengen van de boorpaal wordt geen groutspoeling toegepast. Er hoeft daarom dus ook geen groutspoeling te worden opgeruimd, afgevoerd en stortkosten voor te worden betaald.

De Olivierpaal onderscheidt zich echter van andere boorpalen door met name de volgende kenmerken:
- Het is 100% grondverdringend waardoor  er  niet of nauwelijks (vervuilde) grond wordt opgeboord;
- De schroefvorm van de paalschacht zorgt voor een forse betonbesparing ten opzichte van andere boorpalen bij gelijkwaardige draagkracht;
- Door het gebruik van het schroefbuissysteem is de kwaliteit van de Olivietpaal stabieler en beter onder controle te houden dan bij boorpaalsystemen waar het de buis sneller van het gegoten beton wordt weggetrokken of helemaal niet gebruikt wordt.

## Vervaardigingsmethode

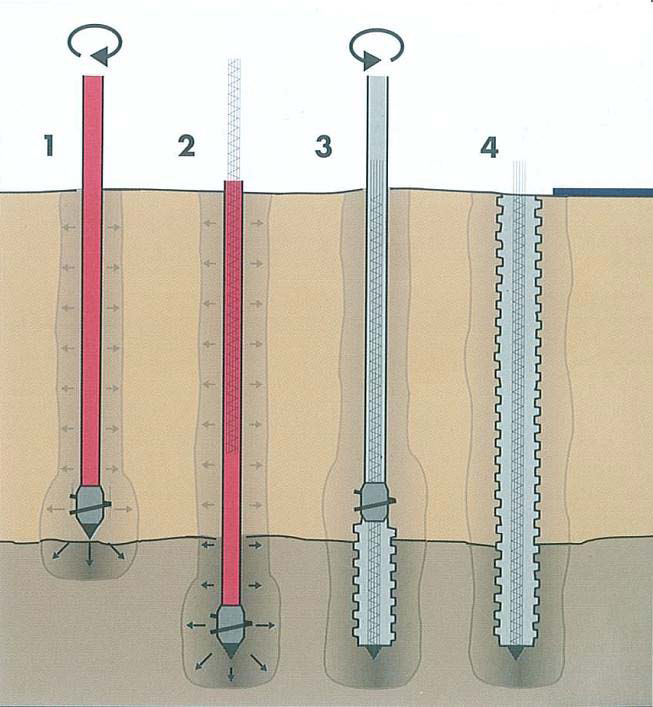
Vervaardigingsmethode olivierpalen

De Olivierpaal wordt als volgt vervaardigd:
(De vetgedrukte nummers verwijzen naar de afbeelding hiernaast.)
- Een stalen hulpbuis voorzien van een cilindrische boorkop wordt geplaatst op een losse stalen boorpunt;
- De buis wordt trillingsvrij op diepte geschroefd middels een axiale druk en een draaimoment waardoor de grond volledig zijdelings wordt verdrongen (1)
- De wapening wordt in de hulpbuis geplaatst, het betreft een korf met een relatief kleine diameter (2)
- De hulpbuis wordt gevuld met betonmortel en linksom teruggeschroefd waarbij de stalen boorpunt zich van de boorkop ontkoppelt en in de grond achterblijft;
- Tijdens het terugschroeven wordt de grond opnieuw verdrongen en wordt een schroefdraad gevormd rond de schacht van de paal (3)
- De paalkop wordt indien nodig afgewerkt en is na uitharding van het beton gereed (4)

## Paalklassefactoren conform NEN 7201
Bij draagkrachtberekeningen voor paalfunderingen wordt uitgegaan van de voorschriften van NEN 9997-1 (Eurocode 7 met Nationale Bijlage). Vanaf  1 januari 2017 zijn hierin de paalklassefactoren voor de paalpunt van alle paaltypen met dertig procent gereduceerd.   Hierdoor dienden in Nederland alle typen funderingspalen van de een op de andere dag zwaarder of langer te worden uitgevoerd.
Uitsluitend middels proefbelastingen conform de NPR 7201 mogen paalleveranciers met afwijkende (hogere) paalklassefactoren ontwerpen. 
Middels A1 proefbelastingen in Terneuzen en in Utrecht  zijn deze paalklassefactoren voor de Olivierpaal bepaald en is de draagkracht bewezen. In 2022 ontving de olivierpaal de eerste NEN NCS 7201-Zelfverklaring ‘Proefbelasting van funderingspalen’ met landelijk geldende rekenfactoren.
fundering op staal · fundering op putten · grondverbetering · paalfunderingen (lijst van funderingspaalsystemen) · verdichten